# Mailhoc
Mailhoc (okzitanisch Mailuòc) ist eine französische Gemeinde mit 309 Einwohnern (Stand: 1. Januar 2022) im Département Tarn in der Region Okzitanien. Sie gehört zum Arrondissement Albi und zum Kanton Albi-3 (bis 2015: Kanton Albi-Nord-Ouest).

## Geografie
Mailhoc liegt etwa zehn Kilometer nordwestlich des Zentrums von Albi. Durch die Gemeinde fließt der Vère. Umgeben wird Mailhoc von den Nachbargemeinden Virac im Norden und Nordwesten, Labastide-Gabausse im Nordosten, Taïx im Osten, Cagnac-les-Mines im Südosten, Sainte-Croix im Süden, Castanet im Südwesten sowie Villeneuve-sur-Vère im Westen.

## Bevölkerungsentwicklung
| 1962                       | 1968 | 1975 | 1982 | 1990 | 1999 | 2006 | 2017 |
| -------------------------- | ---- | ---- | ---- | ---- | ---- | ---- | ---- |
| 243                        | 213  | 225  | 225  | 237  | 222  | 233  | 300  |
| Quellen: Cassini und INSEE |      |      |      |      |      |      |      |

## Sehenswürdigkeiten
- Kirche Saint-Éloi
- Kirche Saint-Jean-le-Froid
- Schloss Mailhoc aus dem 15./16. Jahrhundert

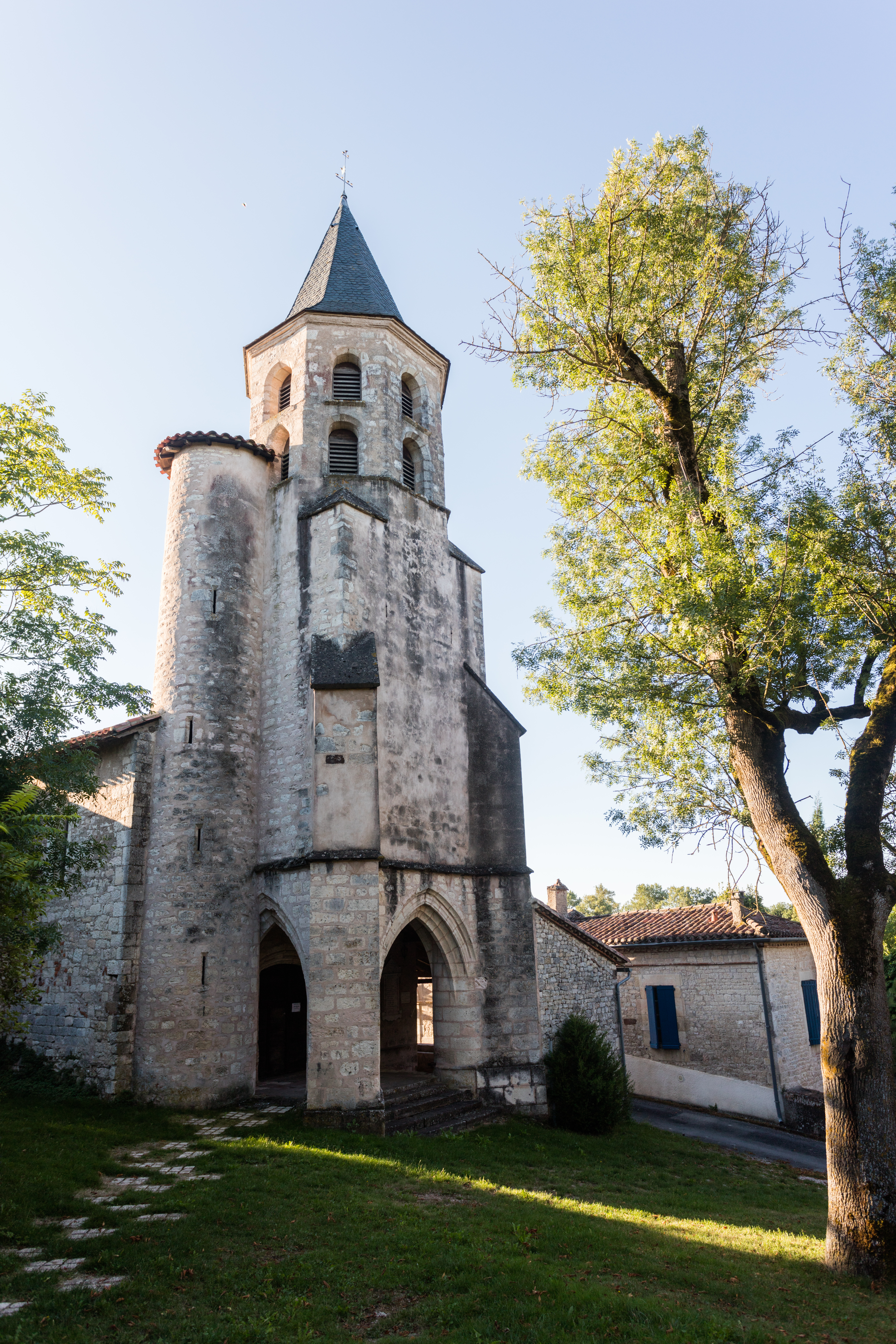
Kirche Saint-Éloi
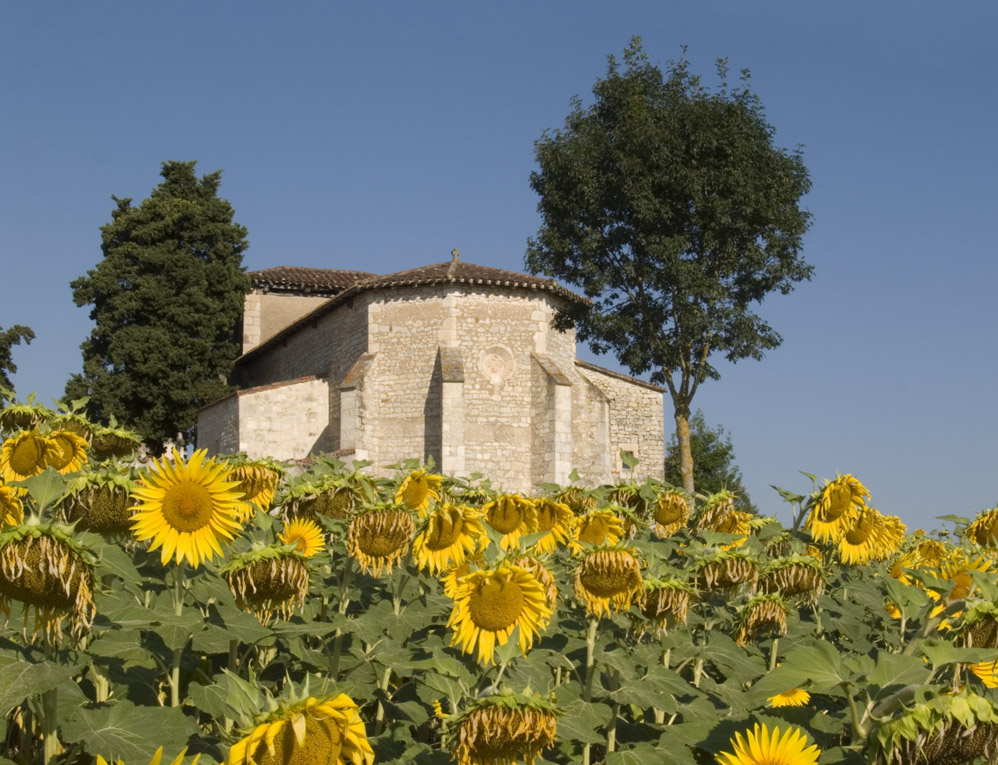
Kirche Saint-Jean-le-Froid
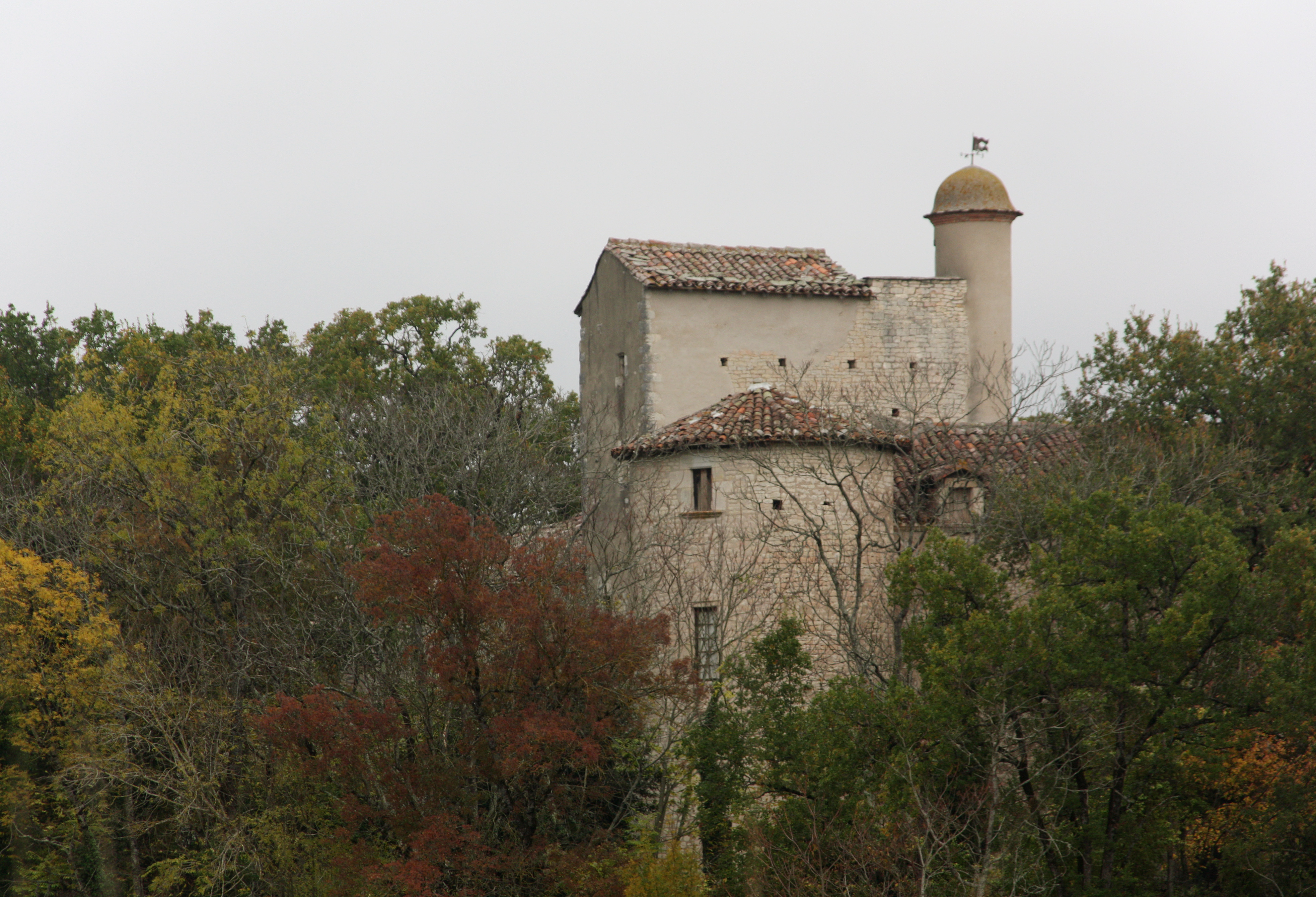
Schloss Mailhoc